# لي روي (منافسة ألعاب القوى)
لي روي (بالصينية: 李蕊) هي منافسة ألعاب القوى صينية، ولدت في 22 نوفمبر 1979.

## وصلات خارجية
- لي روي على موقع الاتحاد الدولي لألعاب القوى (الإنجليزية)